# Letrina de hoyo

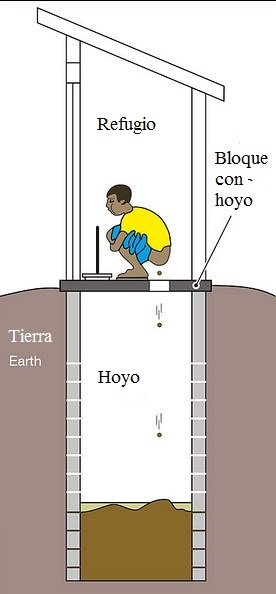
Dibujo sencillo de una letrina de hoyo como un sitio donde sentarse en cuclillas dentro de un refugio.

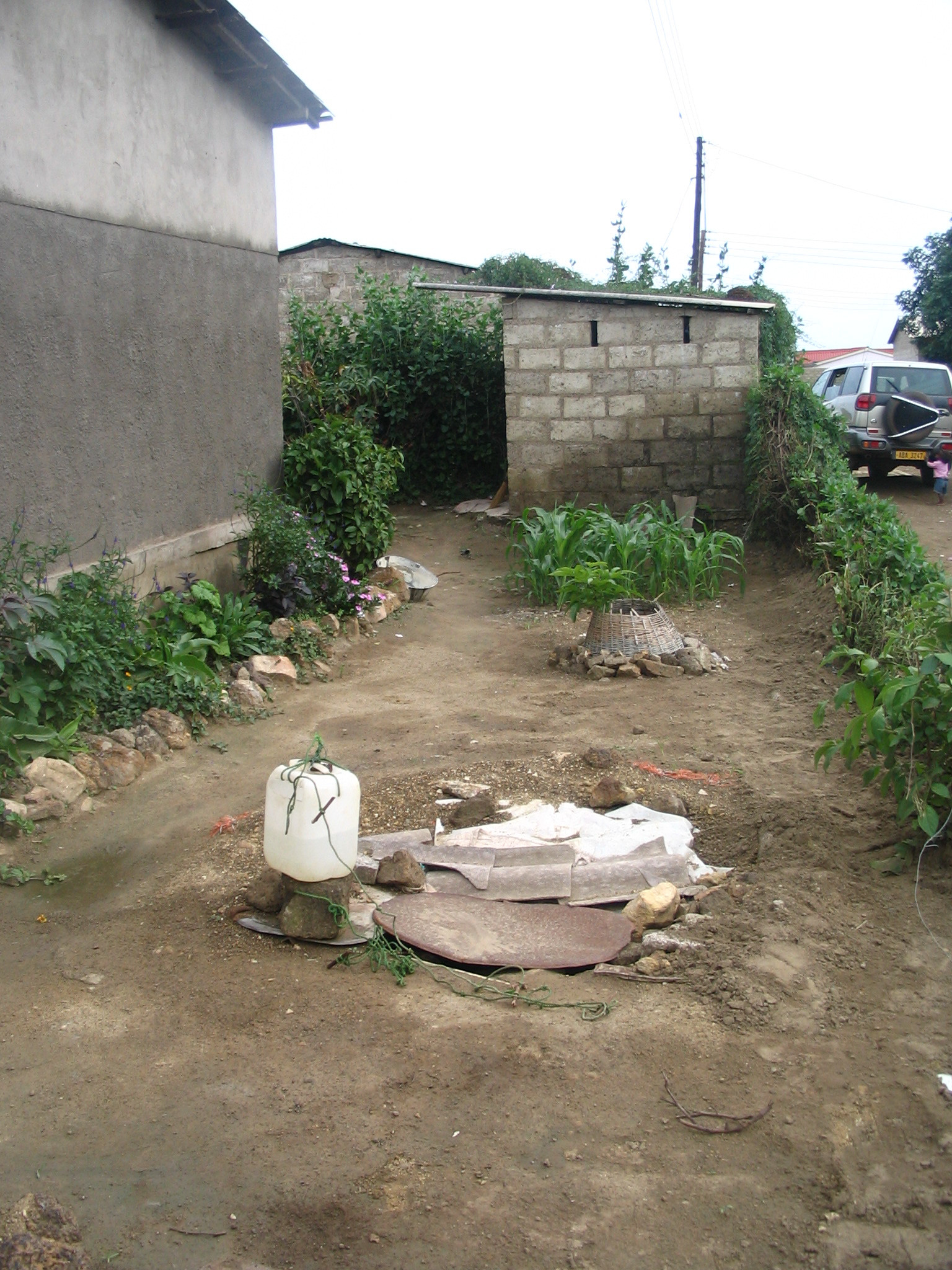
El pozo está cerca de la letrina construida detrás de un bloque, en Lusaka, Zambia.

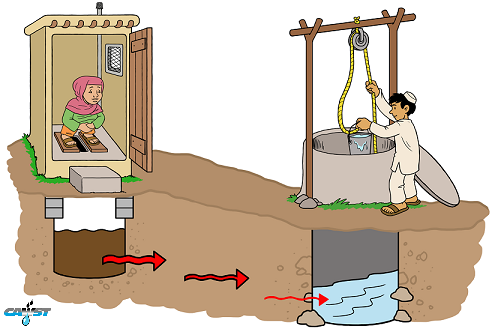
Las enfermedades llevadas por la corriente, pueden extenderse por medio de un pozo, contaminado con patógenos de las heces de una letrina de hoyo cercana.

Una letrina de hoyo, retrete de hoyo  o servicio de hoyo es un tipo de letrina que acumula el excremento humano en un hoyo en el suelo. O son letrinas secas o son letrinas con arrastre que son diseñadas especialmente y usan entre uno y tres litros de agua en cada descarga. Cuando se construyen y se mantienen de manera correcta, las letrinas pueden reducir la propagación de enfermedades porque disminuyen la cantidad de excremento humano en el ambiente producida por la defecación al aire libre. Las letrinas disminuyen la posibilidad de que cualquier agente biológico patógeno se mueva del excremento a la comida, llevado por las moscas. Las causas principales de estos patógenos son gastroenteritis e infestación de gusanos. La diarrea infecciosa resultaba la causa de aproximadamente 0,7 millones de muertes de niños menores de cinco años en 2011 y la pérdida de 250 días de escolarización en los mayores. El método más barato de separar el excremento de los seres humanos es con el uso de letrinas de hoyo.
Generalmente, una letrina de hoyo consiste en tres partes: un hoyo en la tierra, un bloque o losa largo y ancho pero no muy grueso por suelo y un refugio conteniéndolo. Normalmente, el hoyo tiene una profundidad de por lo menos tres metros (10 pies) de profundidad y un ancho de un metro (3,2 pies). La Organización Mundial de la Salud recomienda que se construyan las letrinas a cierta distancia de la casa, equilibrando fácil acceso con el hedor. La distancia entre el agua subterránea y el agua superficial debe ser la más larga posible para disminuir el riesgo de contaminación del agua subterránea. El hoyo en el bloque no debe ser más grande de 25 centímetros (9,8 pulgadas) para impedir que niños se caigan dentro del hoyo. Se debe impedir que la luz entre en el hoyo para evitar que entren también las moscas. Quizás, se requiera un tapón para tapar el hoyo en el suelo cuando no se usa la letrina. Cuando se llena el hoyo de excremento hasta llegar a los 0,5 metros (1,6 pies) de la parte más alta, o debe ser vaciado o un nuevo hoyo debe ser construido, con el refugio reubicado o construido de nuevo en el nuevo sitio. El manejo de los residuos (fango de excremento) es complicado y si no se hace correctamente existen riesgos al ambiente y a la salud.
Existen varias formas por las cuales se puede mejorar una letrina de hoyo de construcción simple. Una forma es agregar un tubo de ventilación, que empieza en el hoyo y sale por encima del refugio lo que mejora el flujo de aire y disminuye el hedor de la letrina. Si se tapa lo más alto del tubo con malla, normalmente hecha de PRFV, también se puede reducir el número de moscas. En estas letrinas no existe la necesidad de tapar el hoyo en el suelo. Otras mejoras posibles incluyen un suelo donde el líquido se vacía dentro del hoyo y un reforzamiento de la parte alta del hoyo con ladrillos o bloques, o con anillos de cemento, para mejorar la estabilidad de la letrina.
A 2013 se estimaba en 1.770 millones las personas en el mundo que usaban letrinas de hoyo. La gran mayoría de estas personas viven en países en vías de desarrollo, en medios rurales y de naturaleza salvaje. En 2011 se estimaba en 2.500 millones las personas sin acceso a una letrina apropiada de las que 1.000 millones tenían que defecar al aire libre en su entorno. Asia del Sur y el África subsahariana son las regiones que tienen menos acceso a letrinas. En países en vías de desarrollo el costo de un hoyo sencillo normalmente es entre 25 y 60 dólares americanos. Los costos regulares de mantenimiento son entre 1,5 y 4 dólares americanos por persona al año; a veces estos no se consideran cuando se hace la construcción original. En algunas partes rurales de la India se han promovido las letrinas con la consigna «Si no hay letrina, no hay boda» para animar a las mujeres a negar a casarse con hombres que no sean dueños de sus propias letrinas. La existencia de letrinas cercanas a las casas y con cierres adecuados previene eficazmente las agresiones sexuales a mujeres, que en otro caso son atacadas cuando se retiran a lugares solitarios a defecar.

## Imágenes

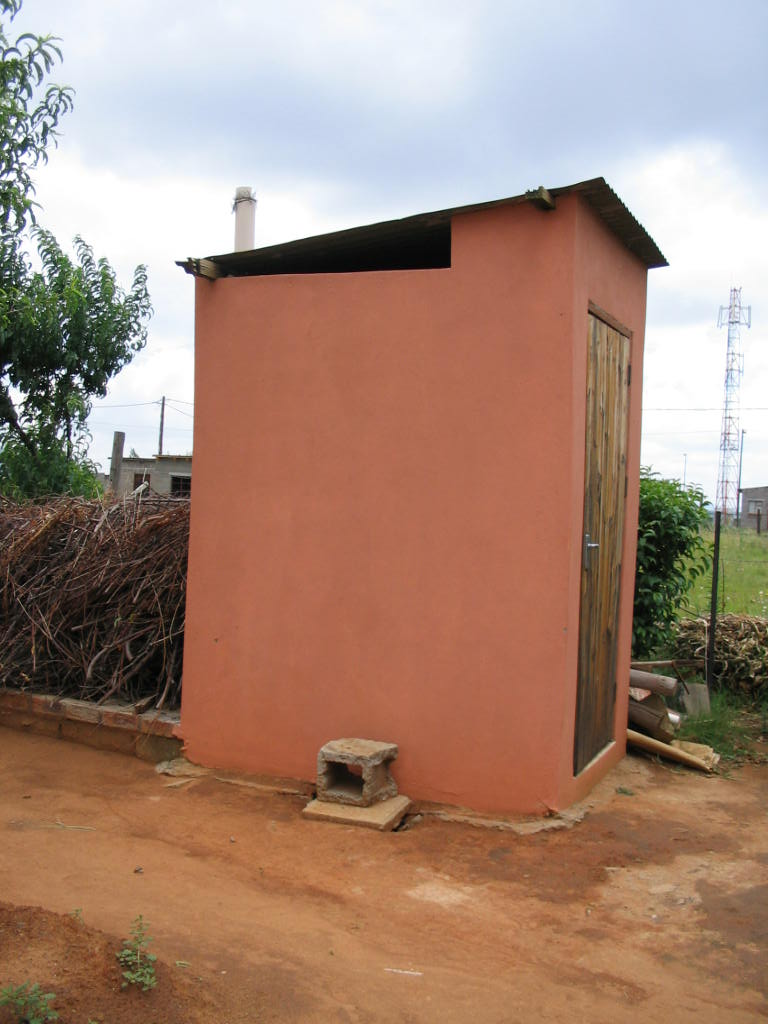
Una letrina de hoyo bien mantenida en un hogar rural cerca de Maseru, Lesoto.
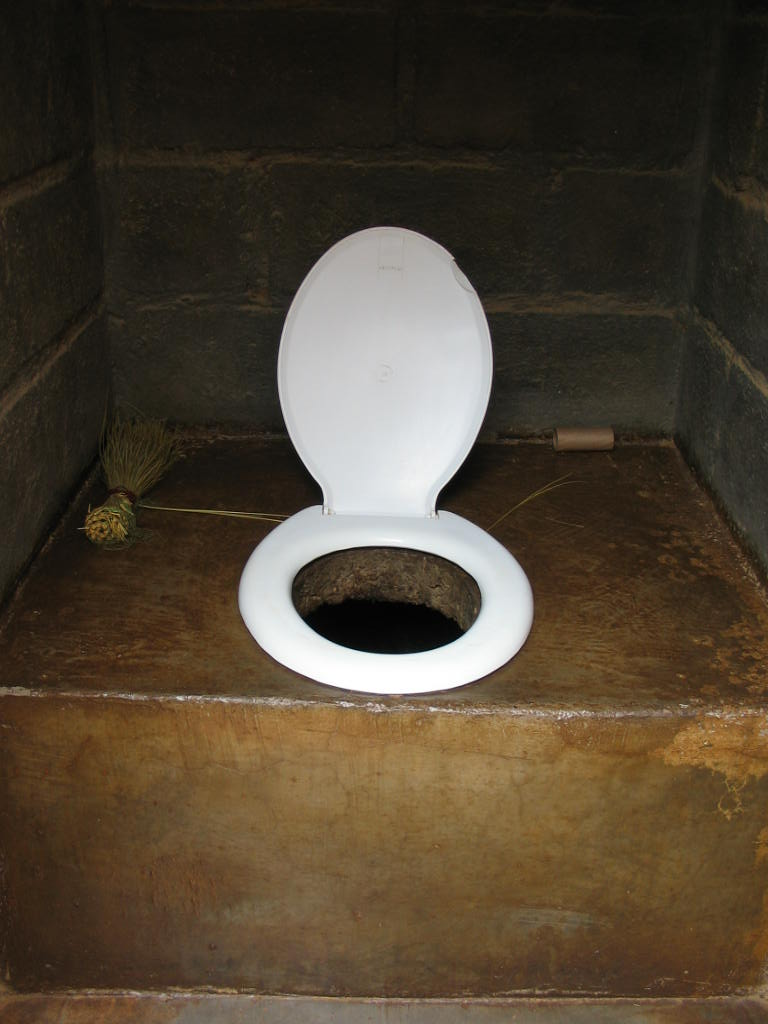
Interior de letrina de hoyo desde adentro en una casa cerca de Maseru, Lesoto (la misma letrina mostrada desde afuera en la imagen a la izquierda).
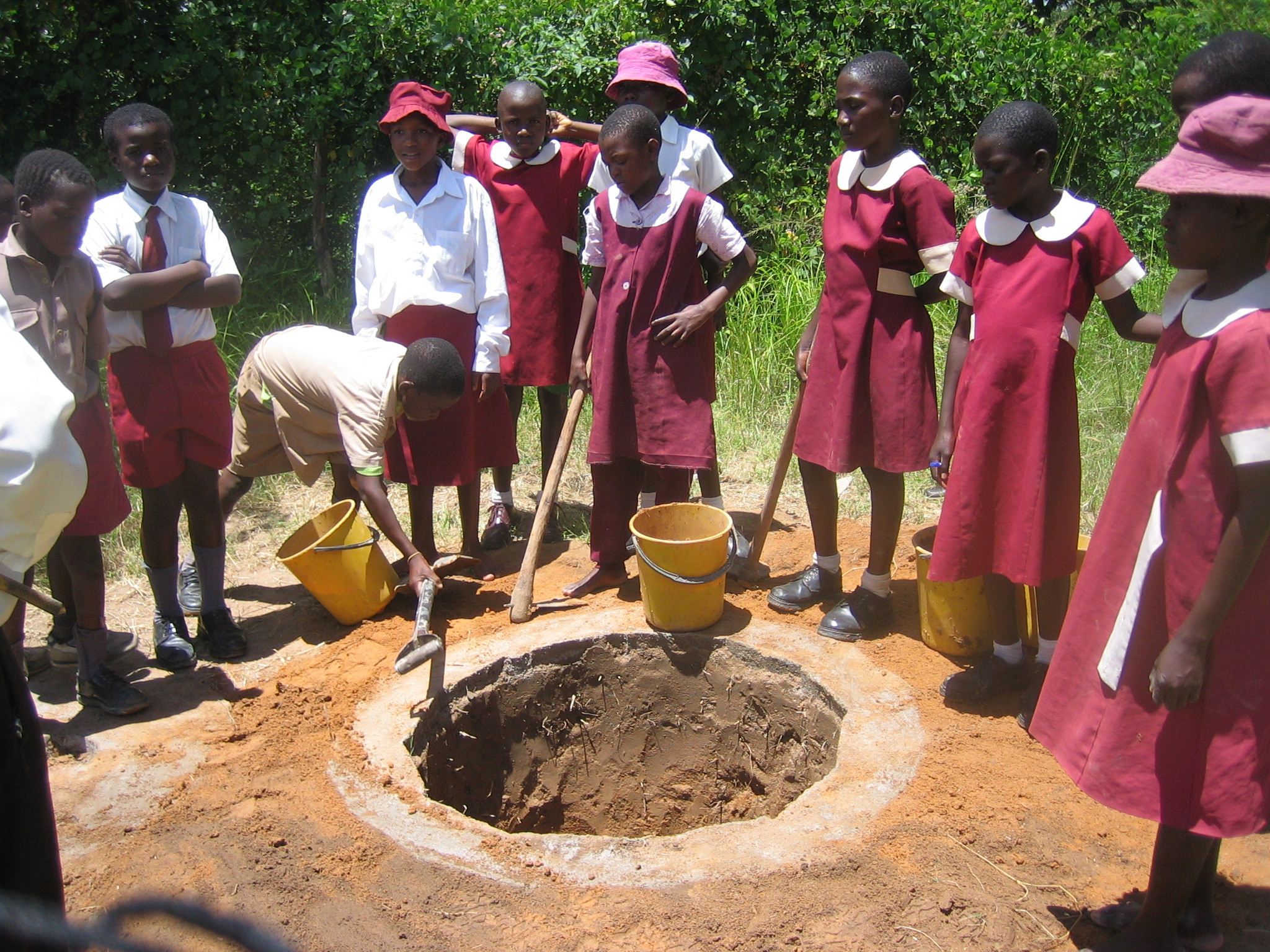
Estudiantes en Zimbabue cavan un hoyo de poca profundidad para una letrina ArborLoo (una variación de la letrina de hoyo) en Epworth en Harare, Zimbabue.
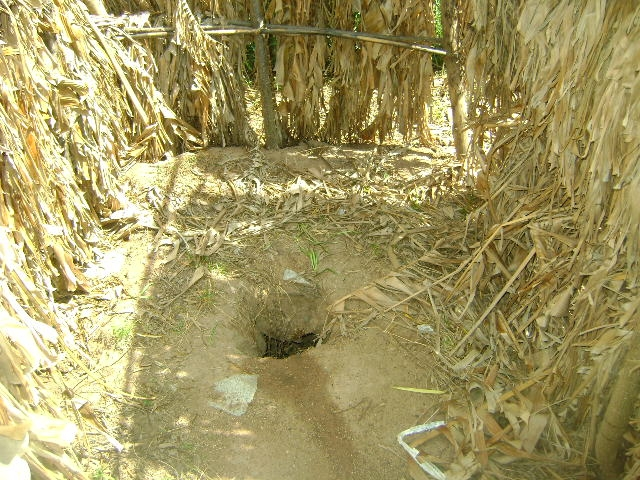
Letrina de hoyo tradicional en el norte de Kamenya, Kenia.
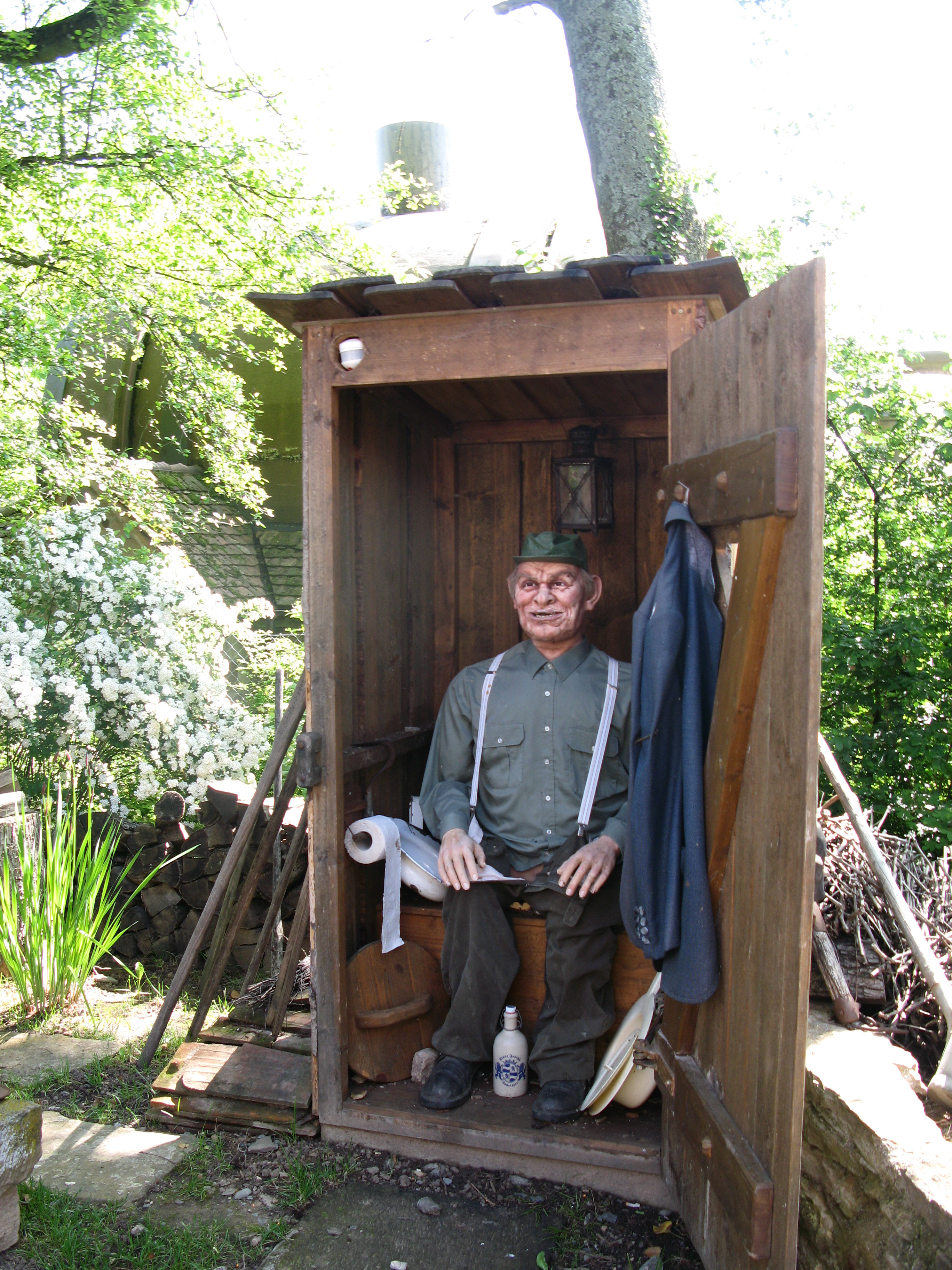
Este muñeco muestra con humor las letrinas de Alemania del pasado.
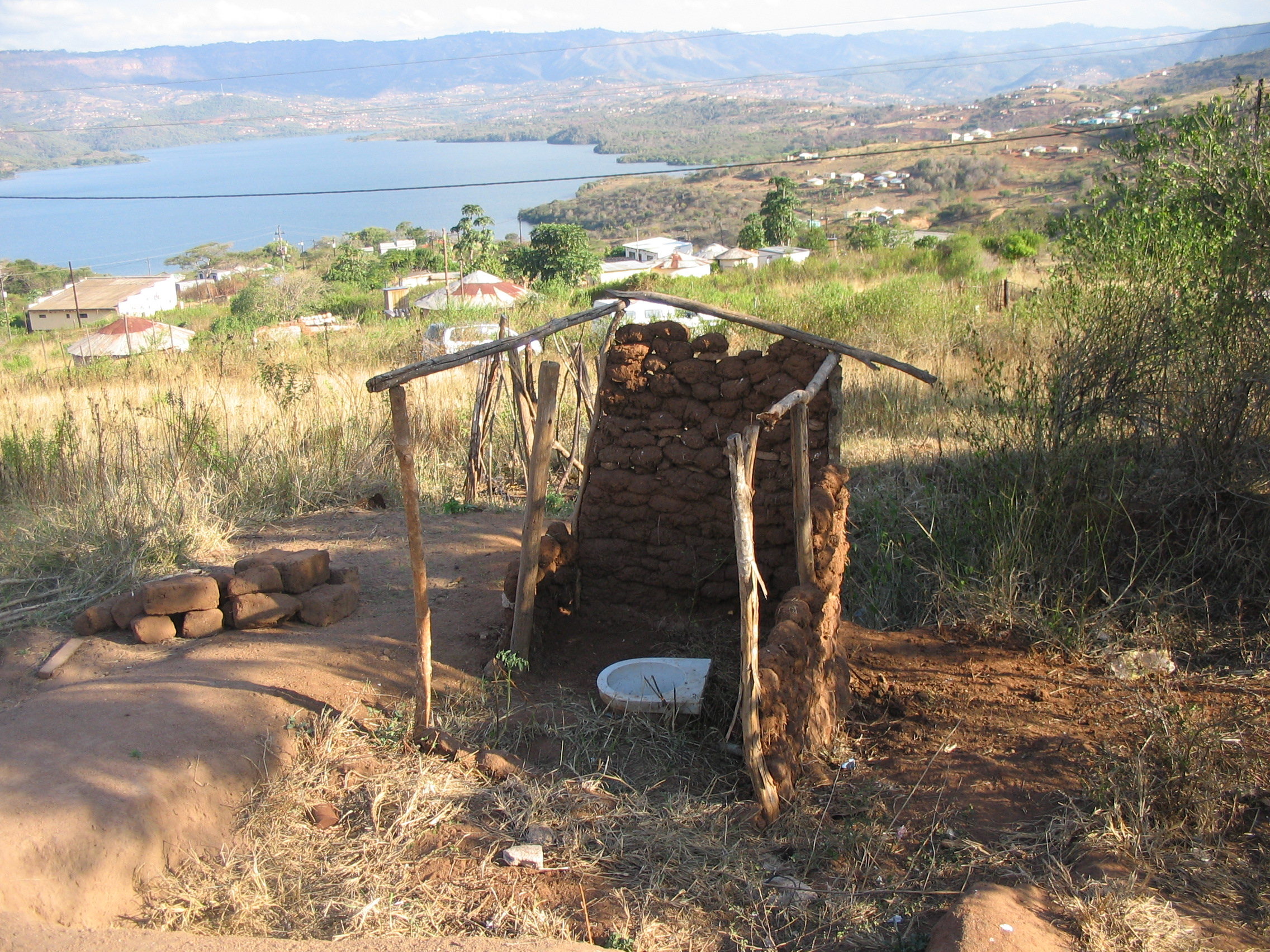
Letrina de hoyo abandonada en Durban, Sudáfrica.
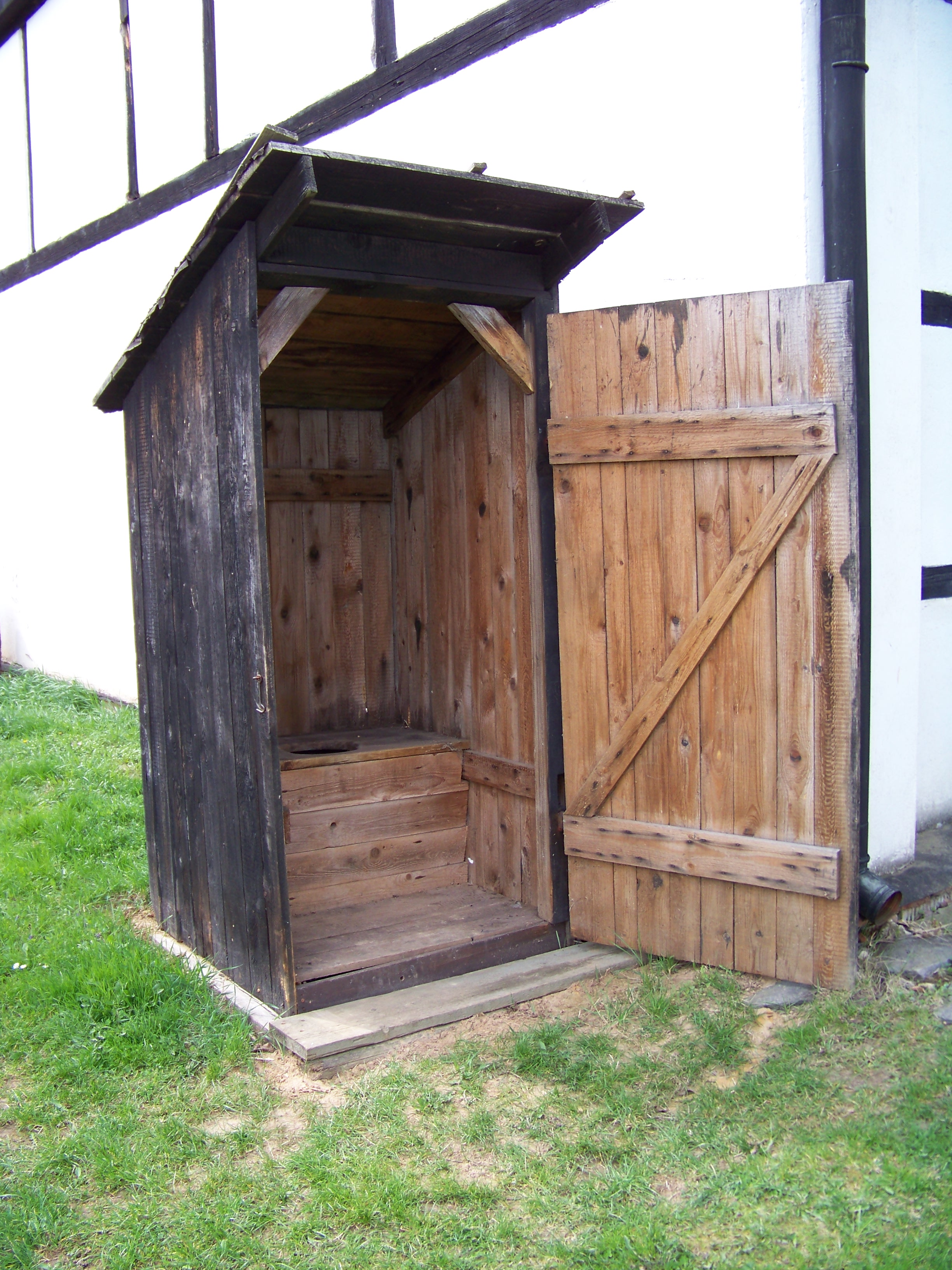
Interior de un refugio, la estructura que suele construirse por encima del hoyo para dar privacidad.